# Аз-концепция
Аз-концепцията (на английски: Self-Concept; на немски: Selbstkonzept; на руски: Я-концепция) е набор от характеристики, способности, нагласи и ценности, които, според човека, дефинират кой е той. Аз-концепцията е сложно образувание, което включва: когнитивни, емоционални и поведенчески компоненти. Основните процеси, свързани с Аз-концепцията, са: самопознание и самооценка. Формирането на Аз-концепцията е в зависимост от опита и неговата интерпретация. Следователно Аз-концепцията не е неизменна. След като вече веднъж е изградена, самата Аз-концепция започва да влияе на опита и на това как той бива интерпретиран. За по-лесното разбиране на Аз-концепцията Уилям Джеймс разграничава Аз-а като познаващ и познаван.

## Основни идеи, свързани с Аз-концепцията
В края на 19 до средата на 20 век идеите по отношение на Аз-концепцията са централни за психологията и се разработват по абстрактен или теоретичен начин, както от психолози, така и от социолози и психиатри. Най-известната разработка от началото на този период принадлежи на психолога Уилям Джеймс. Неговите твърдения са базирани на наблюдения в естествени условия, които включват дори и неговите собствени интроспективни наблюдения върху съзнателните му процеси. Мери Колкинс прави опит да пренесе изучаването на Аз-концепцията от полеви условия в лабораторни, където се използва контролиран метод на интроспекция. Курт Кофка поставя на преден план разглеждането на Аз-а от гещалтпсихологията като използва т.нар. феноменологична интроспекция. При този вид интроспекция, наблюдателите докладват своите съзнателни преживявания без ограниченията или анализите, които използва Колкинс. Аз-концепцията се разглежда и от социолозите Кули и Мийд. Те са привърженици на тезата, че значение в оформянето на Аз-концепцията на хората имат социалните взаимодействия. Аз-концепциите на хората се разглеждат като детерминанти с критично значение за тяхното социално поведение. Клиничните психолози в Европа и САЩ от своя страна поддържат идеята, че Аз-концепциите са от значение за клиничното разбиране на хората и за определени твърдения, които са част от техните теории за личността. За своите изследвания върху Аз-концепцията, те използват изцяло неконтролирани клинични наблюдения на отделни случаи. При тези изследвания липсва стриктност и проверяемост. Понякога се стига и до противоречие с научния детерминизъм. Поради тези причини, техните становища са изключени за няколко десетилетия от американската изследователска психология. Развитието на социалното познание (познанието за другите и за собственото си Аз) става обект на изследване от детските психолози. Тези изследвания повдигат множество въпроси като: могат ли да се появят качествено различни етапи в развитието на социалното познание; дали тенденциите на развитието в придобиването на обикновения език се свързват с развиващата се концепция за себе си и другите; влиянието на родителските характеристики и поведения върху Аз-концепциите. Множество от теориите на социалните психолози като: за убеждаване и конформно поведение, за когнитивния дисонанс, за междуличностното привличане и атрибутивната теория придават значение на променливите на Аз-концепцията. Също като социолозите, социалните психолози отчитат ефекта върху Аз-концепцията на променливи като възраст, пол, класа и раса. В теорията на личността интересът към Аз-концепцията продължава и се разширява например в твърденията за паралели между използването от страна на обикновения човек на Аз-концепциите в ръководството на всекидневното поведение и използването на хипотези и теории от страна на учения в ръководенето на изследователското поведение. Изследванията до този момент са съсредоточени изцяло върху феноменалната или съзнателната Аз-концепция, а не върху т.нар. безсъзнателна, поради трудностите при нейното измерване.

## Структура на Аз-а
Разграничението, което прави Уилям Джеймс на Аз-а се приема и разработва от голяма част от изследователите в психологическата наука.

### Аз-ът „като-познаван-Аз“
Познаваният аз всъщност изразява единството на физическия Аз, деятелния Аз, социалния Аз и менталния Аз. Физическият Аз се отнася към образа на тялото на Аз-а – външност, име, различни материални преживявания; деятелният Аз отговаря за различните способности и дейности, които притежава Аз-а; социалният Аз –е свързан с чувството за групова принадлежност, с ролите, социалните характеристики и отношения; менталният Аз от своя страна съдържа в себе си вярванията, чувствата, мислите, чертите на индивида.

### Аз-ът „като-познаващ-Аз“
Аз-ът непрестанно изгражда и интерпретира вътрешния опит. Затова, той се характеризира с:
- Непрекъснатост – свързана с тъждествеността на Аз-а.
- Отграниченост – Аз-а има съзнанието, че е различен от другите
- Интенционалност – Аз-а притежава възможност да се насочва вътре към себе си като обект на познание.
- Рефлексия – Аз-ът може да размишлява върху своя вътрешен свят, своите мисли и чувства.[5]

## Развитие на Аз-образа

### Развитие на физическия Аз-образ
Първото знание, което детето има за себе си, е свързано с физическия Аз-образ.
Част от самоусещанията се най-често се появяват под формата на телесно преживяване. Самият Аз съществува в пространството на тялото и затова този образ става част от цялостния Аз-образ. Аз-ът може да не съвпада с тялото, но да има място в него. Физическият Аз-образ е изграден от телесния Аз-образ, схемата на тялото и знанията за външността, действията, възможностите и притежанията на Аз-а. Схемата на тялото разкрива границата на Аз-а от не-Аз-а. Тя разкрива текущите изменения на тялото – движения, състояние, болка и др.
Детето открива отговорите на въпроса „Кой е?“ и „Какъв е?“ чрез опознаването на отделеността от не-Аз-а. Детето на шест месеца може да има усещане за себе си, но е трудно да разберем дали детето може да се възприеме като физически уникално и да осъзнае, че това го разграничава от другите. Едно от изследванията на Люис и Брукс-Ган (1979) е свързано с Аз-концепцията. Те молят майките да поставят петно от червило някъде по лицето на своето дете и да го оставят да се види в огледалото. Много от дечицата, виждайки образа си, започват да сочат петното или дори да го назовават. Това означава, че децата имат способността да разпознават собствения си образ.
- Значение на физическия Аз-образ . Отношенията към собственото тяло като част от съдържанието на физическия Аз-образ е различно: тялото мое да преживее като вместилище, място на въплъщение Аза, и като външност, оценяване чрез въздействието, което оказва върху другите.[6] Това как се възприема външността зависи основно от образците в рамките на дадената култура, в която се развива индивида и идеята на тази култура за привлекателност и непривлекателност.

### Развитие на интимния Аз-образ
Индивидът може да разграничи собствения си Аз като три отделни конструкта – „Аз-за-другите“, „Аз-за-пред-другите“ и „Аз-за-себе-си“ (или още интимен Аз). Естествено тук възниква въпросът дали детето разпознава тези форми за изразяване на Аз-а.
Джон Флейвъл открива, че децата на около 3 – 4 години знаят, че мисленето им протича вътре в главата и другите не могат да наблюдават техния мисловен процес. Децата с лекота разбират, че куклите не могат да мислят, независимо че все пак имат глава.
Робърт Селмън (1980) провежда изследвания относно развитието на чувствителност към вътрешния, интимен образ като използва детските разсъждения върху различни дилеми. Още 6-годишните деца могат да различат чувствата от външното, насочено поведение, а децата на 7 – 8 години разграничават вътрешните състояния от техния външен израз, а след осмата година децата стават по-чувствителни към своя вътрешен свят и разбират тази вътрешност като част от същинския им Аз.
Друг важен аспект при развитието на Аз-образа е свързан със способността на индивида да види себе си чрез чуждата перспектива. Това се случва още в детска възраст, когато детето започва да разграничава „аз и мое“ от „ти и твое“.

### Развитие на социалния Аз
Детето се стреми да изгради по-тесни връзки с другия, да предизвика тяхното внимание и одобрение. Социалният Аз е свързан със стремежа за изграждане на тези връзки. Едуърд Маклър описва как се развиват тези отношения в периода от шест месеца до две години стадиално:
- Първи стадий – Децата са основно центрирани не върху самите деца, а по-скоро върху техните притежания;
- Втори стадий – прости интеракции – през този стадий децата започват да дават реакции на чуждото поведение
- Трети стадий – комплементарни реакции интеракции. Детето ги използва, за да получи определен отговор от другия участник и да му повлияе по някакъв начин.[7]

Мери Ейнсуърт показва съществуването на определени връзки между проявата на социалността и привързването. Тя открива, че качеството на привързването се отразява върху реакциите на детето спрямо другите. Когато едно дете отговаря на въпроса „Кой съм аз?“, детето описва себе си, чрез своите физически характеристики, притежания, интерперсонални връзки, действия, които може да извърши.

### Развитие на Аз-образа в подрастваща възраст
Развитието на Аз-образа в подрастваща възраст има общо с прехода от себеописания на външни характеристики към себеописания на вътрешни характеристики, половото съзряване, ролята на детето, развитието на когнитивните структури, позицията, която то заема в обществото и взаимоотношенията, които то изгражда с другите.
Често обаче самото знание за неповторимост и незаменимост може да породи чувство на самота у подрастващите, тъй като Аз-ът все още не е определен, още е размит и самата самота или страхът от нея често са предизвикани от засилването на рефлексията, породено от различието от другите. Единството на различните идентификации със значимите други са свързани с изразяването на самия Аз.
Причини, свързани с когнитивното развитие 
Разграничаването на действителното и възможното са свързани с пораждането на нови форми на мислене. Различни форми на регресивно поведение започват да се откриват в поведението на индивида. Такива например са: склонността да идеализира знаменитости; „пълното сливане“ с някого или нещо; амбивалентно поведение, изразяващо попадането от една крайност в друга. В пубертета се преживяват вътрешни конфликти и стремеж към независимост. Това, заедно с нуждата от подкрепа може да доведе до бунт и протест, подхранвани от неприемането на противоречивостта на реалността.
Себепредставянето се изразява в две форми – предпазваща и завоюваща. Предпазващата форма е свързана с желанието на Аз-а да избегне неодобрението – това често е придружено от затвореност и тревожност. Завоюващата функция кара Аз-а да засилва благоприятните впечатления чрез натрупване на одобрение.

## Условия за развитието на Аз-концепцията

### Осмисляне на собствения опит
Индивидът развива Аз-концепцията си отчасти с помощта на собствения си опит. Чрез различните дейности, той обективира себе си. Аз-образът е вътрешно противоречив. Дж. Брим разделя съдържанието на образа на централно и периферно. За централно се приема устойчивото съдържание, непосредствено свързано със себеуважението. Периферното се разглежда като текущо, изменчиво, идващо от непосредствения опит и преживяване на отделните ситуации. Условие за развитие на Аз-концепцията е вътрешната противоречивост на съдържанията ѝ.

### Диалогът с другите
Азът не може да съществува без отношенията с другия. Аз-ът се чувства завършен единствено с помощта на другия, което е израз на преживяването на връзката между самия Аз и Другите.
Интериоризирането на знанието, което другите имат за даден човек, започва да изгражда неговия Аз-образ. На основата на отношението с другите, Аз-ът се превръща в „знаещ-за-себе-си-Аз“ от „знаен-от-другите-Аз“, в „Аз-за-себе-си“ от „Аз-за-другия“. Детето намира себе си в отношенията с другите. Индивидът може да се идентифицира с другите. Това идентифициране често спомага интериоризирането на отделни качества и черти.

## Значение на Аз-образа
Аз-образът осигурява:
- Вътрешна съгласуваност и цялостност на личността на човека, нейната себеприетост и себепознатост
- Интерпретиране на собствения опит
- Насоченост на постъпките и действията, което е свързано с Его – идеала и такива образувания като дълг, съвест, отговорност. [8]